# Anampses cuvier
Anampses cuvier là một loài cá biển thuộc chi Anampses trong họ Cá bàng chài. Loài này được mô tả lần đầu tiên vào năm 1824.

## Từ nguyên
Từ định danh của loài được đặt theo tên của Georges Cuvier, người đã lập ra chi Anampses (nhưng trên danh nghĩa thì Quoy và Gaimard là đồng tác giả của chi này).

## Phạm vi phân bố và môi trường sống
A. cuvier là loài đặc hữu của quần đảo Hawaii và đảo Johnston gần đó. A. cuvier sống xung quanh các rạn san hô và bờ đá ở độ sâu đến ít nhất là 26 m, thỉnh thoảng cũng được tìm thấy trong các hồ thủy triều.

## Mô tả
A. cuvier có chiều dài cơ thể tối đa được biết đến là gần 35,6 cm. Cá cái có màu nâu, chuyển sang màu đỏ ở phần bụng. Đầu và thân nhiều đốm trắng. Ngực và nửa dưới đầu màu trắng, lốm đốm đỏ. Vây lưng và vây hậu môn màu đỏ với các đường sọc màu xanh lam nhạt, viền xanh óng. Đuôi màu vàng nhạt, phớt đỏ ở rìa. Vây ngực màu vàng nhạt. Vây bụng có màu đỏ và xanh lam. Cá đực màu nâu, có các vạch ngắn màu xanh trên các vảy. Đầu màu nâu da cam, bao quanh bởi các vệt xanh. Đuôi màu vàng nhạt, có các vệt đốm xanh. Vây lưng và vây hậu môn màu đỏ.
Số gai ở vây lưng: 9; Số tia vây ở vây lưng: 12; Số gai ở vây hậu môn: 3; Số tia vây ở vây hậu môn: 12.

## Sinh thái học
Thức ăn của A. cuvier chủ yếu là những loài thủy sinh không xương sống, đôi khi bao gồm cả cầu gai, tảo, bọt biển và cá nhỏ. A. cuvier được xác nhận là loài lưỡng tính tiền nữ, tức cá cái có thể chuyển đổi giới tính thành cá đực.
Loài này thường được đánh bắt trong ngành buôn bán cá cảnh.

### Trích dẫn
- John E. Randall (1972). "A revision of the labrid fish genus Anampses" (PDF). Micronesica. Quyển 8 số 1–2. tr. 151–190.